# Flex-Able
Albums de Steve Vai
Passion and Warfare
(1990)
Flex-Able est le premier album du guitariste Steve Vai paru en 1984. La même année, Vai sort un EP intitulé Flex-Able Leftovers. L'album parait en vinyle et en cassette en 1984 en vente par correspondance, il est ensuite édité en CD en 1988, avec des bonus tracks issus de Flex-Able Leftovers.

## Historique
Après plusieurs années passées à jouer avec Frank Zappa, Steve Vai achete une maison à Sylmar à Los Angeles, où il se construit un home studio, qu'il appelle Stucco Blue Studio. Il l'équipe avec un enregistreur Fostex 8 pistes, une console et un ampli X-100B donnés par Carvin, ainsi que « des tonnes de matériel » offerts par Zappa.
Vai enregistre l'album, dont aucun label ne veut. Il fonde alors avec sa manageuse de l'époque, Laurel Fishman, son propre label : Akashic Records (devenu plus tard Light Without Heat Records). Ils éditent environ 1000 copies de l'album en cassette et vinyle, qu'ils parviennent à faire distribuer par Important Record distributors, qui écoule rapidement les 1000 copies, en partie grâce aux fans de Zappa.
En 1984, Guitar Player Magazine publie la partition de The Attitude Song, ce qui multipliera les ventes de l'album. D'après Vai, il s'est écoulé en tout à plus de 400 000 exemplaires.
En mai 2009, le magazine Guitar World fait figurer Steve Vai en couverture, dans une attitude reprenant celle de la pochette de Flex-Able

## À propos de l'album
Cet album est très influencé par le style de Frank Zappa.
Le thème de cinq notes écrit par John Williams pour Rencontres du troisième type est repris sur Little Green Men.

## Liste des pistes (LP original)
Toute la musique est composée par Steve Vai.
Première phase
1. Little Green Men - 5:39
2. Viv Woman - 3:09
3. Lovers are Crazy -5:39
4. Salamanders in the Sun - 5:39
5. The Boy/Girl Song - 4:02

Deuxième phase
1. The Attitude Song (en) - 3:23
2. Call it Sleep - 5:09
3. Junkie -  7:23
4. Bill's Private Parts - 0:16
5. Next Stop Earth - 0:34
6. There's Something Dead in Here - 3:46

## Musiciens
- Steve Vai : guitare, basse, sitar, chant, voix, « parties de piano faciles »[1], synthétiseur, programmation, percussions
- Greg Degler : flûte, clarinette, saxophone
- Scott Collard : claviers, synthétiseur
- Paul Lemcke : claviers
- Stuart Hamm : basse, voix
- Peggy Foster : basse fretless
- Chris Frazier, Pete Zeldman, Chad Wackerman, Billy James : batterie
- Larry Crane : xylophone, vibraphone, Glockenspiel
- Bob Harris : trompette, chant
- Irney Rantin, Ursula Rayven : chant, voix
- Pia Maiocco : voix